# Rossella Ratto
Rossella Ratto (Moncalieri, 20 de octubre de 1993) es una ciclista italiana.

## Trayectoria
Debutó como profesional en 2012 en el equipo italiano del Verinlegno-Fabiani tras cosechar buenos resultados y victorias en campeonatos juveniles en 2010 y 2011. En su año de debut como profesional, con solo 18 años, fue 14.ª en el Giro de Italia Femenino, 6.ª en el Campeonato del Mundo en Ruta 2012 y 5.ª en el Campeonato de Italia Contrarreloj entre otros buenos resultados; sin embargo, fue eclipsada en cierta medida por otra joven italiana, Elisa Longo Borghini (quien se hizo con clasificaciones de las jóvenes por delante de Rosella) que con 20 años obtuvo mejores resultados. Esos buenos resultados hicieron que fuese fichada por el Hitec Products-UCK para 2013, donde además también disputó algunas carreras locales con el Servetto-Footon, en ese año aunque no consiguiese victorias siguió con su progresión por ejemplo siendo 3.ª en el Campeonato Mundial en Ruta.

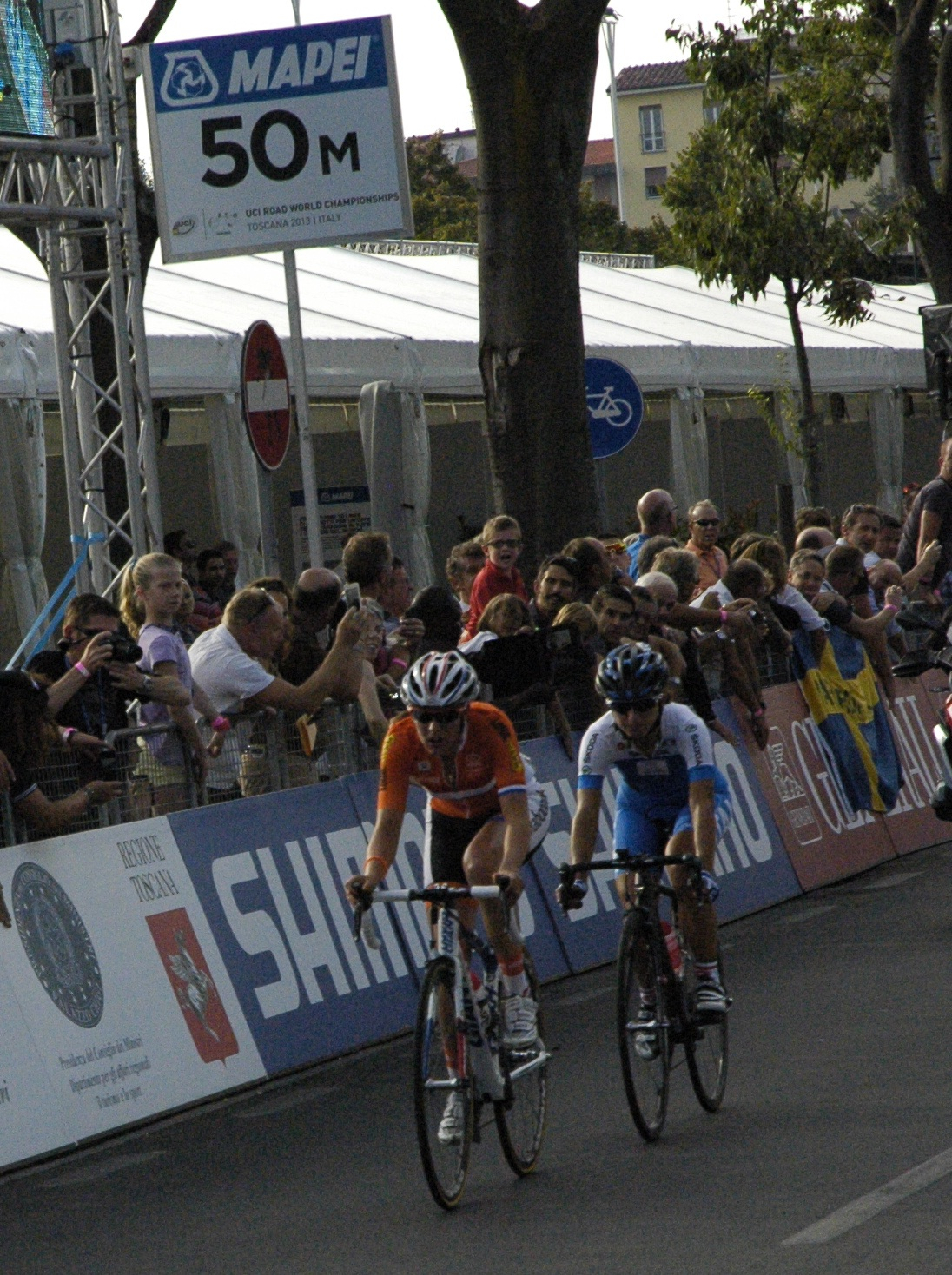
Rosella Ratto, a la derecha, junto a Lucinda Brand en el Campeonato del Mundo en Ruta 2013.

En septiembre de 2021 se retiró tras su participación en el Tour Cycliste Féminin International de l'Ardèche.

## Palmarés
2013
- 2.ª en el Campeonato Europeo Contrarreloj sub-23
- 3.ª en el Campeonato de Italia en Ruta
- 3.ª en el Campeonato Mundial en Ruta

2014
- 1 etapa del The Women's Tour
- Giro de Emilia Femenino

2016
- Winston Salem Cycling Classic

2018
- 3.ª en el Campeonato de Italia Contrarreloj

## Resultados en Grandes Vueltas y Campeonatos del Mundo
Durante su carrera deportiva ha conseguido los siguientes puestos en las Grandes Vueltas femeninas y en los Campeonatos del Mundo en carretera:
| Carrera              | Carrera              | 2012 | 2013 | 2014 | 2015 | 2016 | 2017 | 2018 | 2019 | 2020 | 2021 |
| -------------------- | -------------------- | ---- | ---- | ---- | ---- | ---- | ---- | ---- | ---- | ---- | ---- |
|                      | Giro de Italia       | 14.ª | 12.ª | —    | Ab.  | Ab.  | 43.ª | 34.ª | 83.ª | —    | —    |
|                      | Tour de l'Aude       | X    | X    | X    | X    | X    | X    | X    | X    | X    | X    |
|                      | Grande Boucle        | X    | X    | X    | X    | X    | X    | X    | X    | X    | X    |
| Mundial en Ruta      | Mundial en Ruta      | 6.ª  | 3.ª  | 13.ª | 54.ª | —    | 47.ª | —    | —    | —    | —    |
| Mundial Contrarreloj | Mundial Contrarreloj | 32.ª | 17.ª | 22.ª | —    | —    | —    | —    | —    | —    | —    |

—: no participa
Ab.: abandono

X: ediciones no celebradas

## Equipos
- Verinlegno-Fabiani (2012)
- Hitec Products-UCK (2013)[5]
- Faren-Kuota (2014)
- Inpa Sottoli Giusfredi (2015)
- Cylance Pro Cycling (2016-2018)
- BTC City Ljubljana (2019)
- Chevalmeire Cycling Team[6] (2020-2021)
  - Chevalmeire Cycling Team (2020)
  - Bingoal Casino-Chevalmeire Cycling Team (2021)